# 地球と生きる
『地球と生きる』（ちきゅうといきる）は、1993年10月15日から1994年3月18日、および1994年10月21日から1995年3月17日までNHK教育テレビジョンで放送されていた中学生・高校生向けの学校放送（教科：総合学習）である。

## 放送時間
いずれも日本標準時。
| 期間                           | 放送時間             |
| ------------------------------ | -------------------- |
| 1993年10月15日 - 1994年3月18日 | 金曜日 12:15 - 12:35 |
| 1994年10月21日 - 1995年3月17日 | 金曜日 12:40 - 13:00 |

## 出演者
- タケカワユキヒデ
- 涼森さとみ

## 放送リスト
| 初回放送日     | テーマ                                      |
| -------------- | ------------------------------------------- |
| 1993年10月15日 | トラック輸送 大気汚染を考える               |
| 1993年10月29日 | 湾岸開発 海洋汚染を考える                   |
| 1993年11月12日 | おいしい水はどこへ 水質汚染を考える         |
| 1993年11月26日 | 虫くいのないキャベツ 農薬汚染を考える       |
| 1993年12月10日 | あふれるプラスチック容器 廃棄物処理を考える |
| 1994年1月14日  | 都会を暖めるクーラー 温暖化を考える         |
| 1994年1月28日  | 輸入エビとマングローブ 森林破壊を考える     |
| 1994年2月18日  | ファーストフード 食生活を考える             |
| 1994年2月25日  | 季節のない野菜 石油エネルギーを考える       |
| 1994年3月11日  | エコロジーライフ 地球環境を考える           |